# Дівчина, що стоїть на колінах (етюд)
Етюд «Дівчина, що стоїть на колінах» для «Покладення до гробу» (італ. Studio di una donna nuda inginocchiata) — це малюнок італійського художника та скульптора Мікеланджело, створений близько 1500—1501 років, зберігається у Луврі.

## Історія та опис

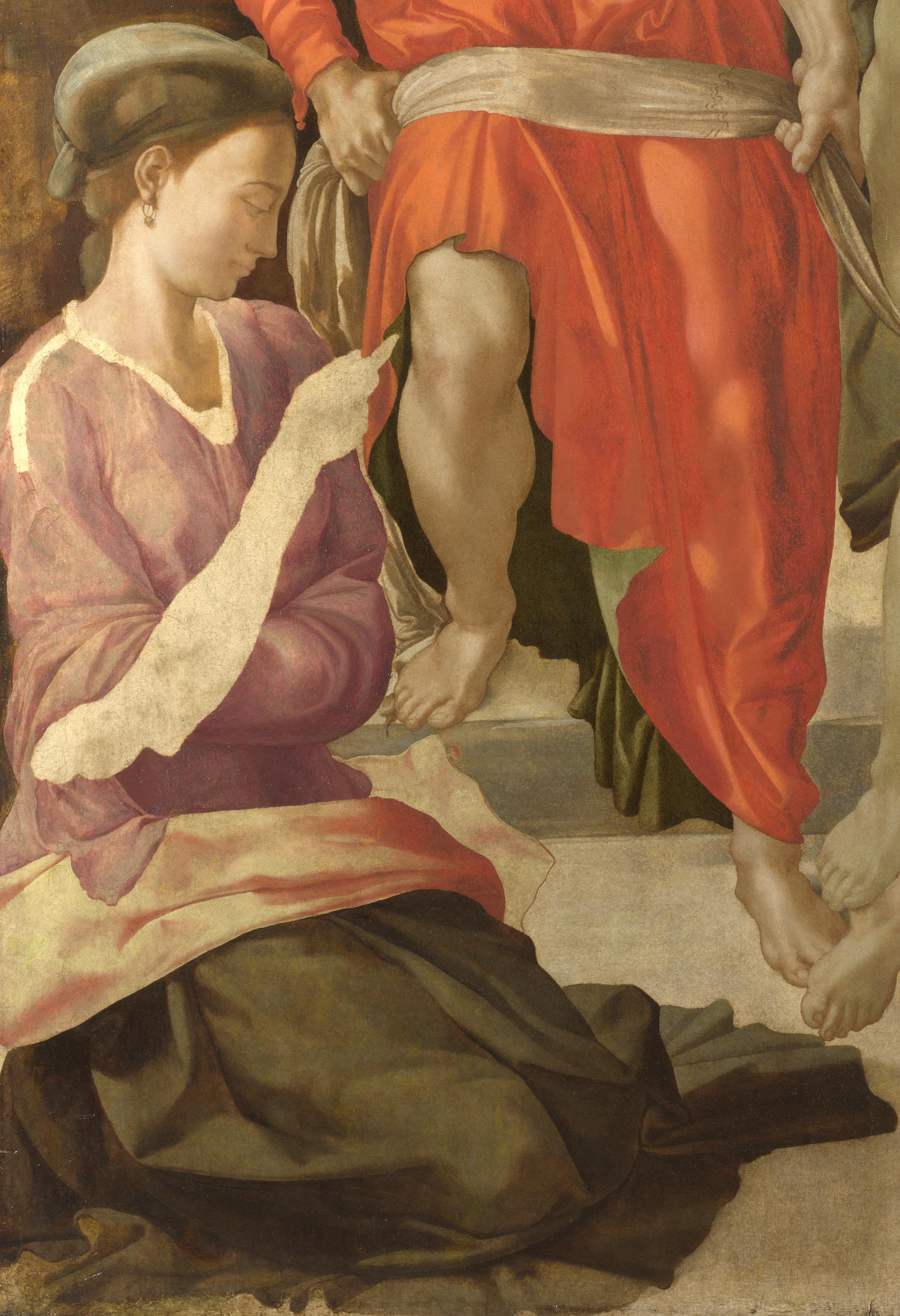
Деталь. «Покладення до гробу». Мікеланджело

Роботу створено чорною крейдою, пером, чорнилом і білим виділенням, на рожевому підготовленому (кольоровому) папері розміром 26,6 см х 15,1 см. Це етюд фігури, зроблений як підготовчий малюнок до його картини «Покладення до гробу», і єдиний збережений етюд Мікеланджело, який, ймовірно, був зроблений з оголеної жіночої моделі. Це також може бути найранішим європейським малюнком оголеної жіночої моделі.
Фігура на малюнку зображує жінку, яка сидить унизу ліворуч на передньому плані «Покладення до гробу». У етюді вже включені певні наративні деталі, такі як цвяхи хреста, які вона тримала в лівій руці, і терновий вінець у правій. Хоча атрибуція малюнка була під сумнівом, її визнано автентичною. Детальність зображення заплетеного волосся свідчить про те, що малюнок виконано з натури — з моделі молодої дівчини. Малюнок зроблений у три етапи: спочатку його злегка нанесли чорною крейдою, потім пройшлися пером і світлим бістром і, нарешті, повністю промальовували більш тонким пером і темнішим чорнилом. Рідкісним для малюнків Мікеланджело є рожева основа, у цьому випадку її досягнули шляхом розтирання подрібненої червоної крейди на папір.
Оскільки використання оголених жіночих моделей було суперечливим, таких малюнків зроблено відносно мало аж до XVII століття, коли почалися академічні заняття з малювання. До цього хлопчики або молоді чоловіки, як правило, підмайстри студії, використовувалися як моделі для фігур обох статей, що іноді досить очевидно. Винятки з епохи італійського Відродження включають Рафаеля, який малював оголені малюнки, мабуть, своєї коханки, і Лоренцо Лотто, який записав у своїй книзі, що використовував жінок з поганою репутацією як моделей. У Флоренції Мікеланджело та Рафаель започаткували практику малювання оголеного тіла перед тим, як малювати повністю одягнену фігуру, щоб краще зрозуміти структуру тіла під одягом.

## Виноски
1. 1 2 3 4 5 6  Dunkerton, et al, 186
2. 1 2  Hirst, 63
3. 1 2  Hirst, 64
4. ↑  Chapman, 20